# DAPP1
DAPP1 (Dual adapter for phosphotyrosine and 3-phosphotyrosine and 3-phosphoinositide)는 인간에서 DAPP1 유전자에 의해 암호화되는 단백질이다.